# Peter O'Leary (árbitro)
Peter O'Leary (Wellington; 3 de marzo de 1972) es un exárbitro de fútbol neozelandés, que reside en Hamilton. Pitó en la A-League, primera liga australiana de fútbol, así como en el Campeonato de Fútbol de Nueva Zelanda y en la O-League. Es maestro de escuela.

## Carrera
Pitó por primera vez en 1994. Participó en muchos torneos de la Confederación de Fútbol de Oceanía hasta pasar a convertirse en árbitro oficial de la FIFA en 2003. También pitó en la Copa de las Naciones de la OFC 2004 y en el Campeonato de Clubes de Oceanía 2006.
En 2007 fue seleccionado para participar en la Copa Mundial de Fútbol Sub-20 de 2007 en Canadá. Se encargó de pitar los partidos entre Nigeria y Costa Rica en el Royal Athletic Park en Victoria, Columbia Británica el 1 de julio. Así como el partido entre Uruguay y Jordan en el Swangard Stadium en Burnaby el 4 de julio.
O'Leary fue incluido en la reducida lista de elegidos para pitar en la Copa Mundial de Fútbol de 2010 en Sudáfrica junto con su compatriota Michael Hester, ambos fueron confirmados en la lista final de los 30 oficiales.
En la Copa Mundial de Fútbol Sub-20 de 2011, pitó los partidos Colombia vs. Francia y Ecuador vs. España de la primera fase, en cuartos de final pitó el partido Portugal vs. Argentina.
Dirigió también en la Copa de las Naciones de la OFC 2012, entre otros partidos, la final.
También fue elegido como uno de los trece árbitros que pitarían la Copa Asiática 2015